# Marek Hlinka
Marek Hlinka (Banská Bystrica, 4 ottobre 1990) è un calciatore slovacco, centrocampista del Dukla B.B.

## Carriera

### Club
Ha giocato nella massima serie dei campionati slovacco, ceco e georgiano.

### Nazionale
Ha militato nelle nazionali giovanili slovacche Under-19 ed Under-21.